# M/M/1/L
M/M/1/L – system kolejkowy, w którym rozkład czasu pomiędzy kolejnymi zgłoszeniami do systemu oraz rozkład czasu obsługi pojedynczego zgłoszenia są rozkładami wykładniczymi, istnieje jedno stanowisko obsługi i istnieje kolejka, która ma długość {\displaystyle L.}

## Parametry systemu
- {\displaystyle L+2} możliwych stanów:
  - brak zgłoszeń w systemie {\displaystyle (H_{0})}
  - jedno zgłoszenie w systemie – obsługiwane, kolejka pusta {\displaystyle (H_{1})} itd.
  - {\displaystyle L+1} zgłoszeń w systemie – jedno obsługiwane, {\displaystyle L} czeka w kolejce {\displaystyle (H_{L+1})}

- prawdopodobieństwa stanów systemu:
  - prawdopodobieństwo, że system jest w stanie {\displaystyle H_{i}{:}}

{\displaystyle p(H_{i})=p_{i}={\frac {\rho ^{i}(1-\rho )}{1-\rho ^{L+2}}}}
- prawdopodobieństwo straty zgłoszenia:

{\displaystyle p(H_{L+1})=p_{L+1}={\frac {\rho ^{L+1}(1-\rho )}{1-\rho ^{L+2}}}}
- prawdopodobieństwo obsługi zgłoszenia:

{\displaystyle p_{obsl}=1-p_{L+1}={\frac {1-\rho ^{L+1}}{1-\rho ^{L+2}}}}